# Foro Piscario
Il Foro Piscario (Forum Piscarium secondo Varrone e Plauto, Forum Piscatorium secondo Livio) era un'area dell'antica Roma in cui avveniva il mercato del pesce. Si trovava a nord del Foro Romano, tra la Via Sacra e l'Argileto.

## Storia
Andato distrutto in un incendio nel 210 a.C., venne ricostruito l'anno seguente. Nel 179 a.C. venne incorporato nel Macellum, grande mercato della Subura, costruito da Marco Fulvio Nobiliore nella stessa area, sul lato nord-orientale della Basilica Emilia.
Nel Medioevo, il mercato del pesce venne spostato dalla sua collocazione originaria in prossimità del Foro Romano, ormai completamente abbandonato, tra le rovine del Portico d'Ottavia, e rimase lì sino alla fine dell'Ottocento, divenendo uno dei luoghi più pittoreschi di Roma.